# Maxence Rivera
Maxence Rivera, né le 30 mai 2002 à Vénissieux en France, est un footballeur français qui évolue au poste d'ailier droit au SC Heerenveen.

## Biographie

### AS Saint-Étienne
Natif de Vénissieux en France, Maxence Rivera est formé par l'AS Saint-Étienne, qu'il rejoint en 2016. Il remporte en 2019 la Coupe Gambardella avec les jeunes de l'ASSE aux côtés de joueurs tels que Wesley Fofana, William Saliba ou encore Charles Abi. Le 3 janvier 2020, Maxence Rivera signe son premier contrat professionnel avec son club formateur. Il fait sa première apparition en professionnel cinq jours plus tard en étant titularisé face au Paris Saint-Germain en coupe de la Ligue. Il est remplacé par Charles Abi lors de cette rencontre perdue par son équipe (6-1). Le 12 janvier 2020, Rivera joue son premier match de Ligue 1 en entrant en jeu à la place de Franck Honorat, lors d'une défaite des Verts face au FC Nantes (0-2).

### USL Dunkerque
Lors de l'été 2024, Maxence Rivera quitte l'AS Saint-Étienne et rejoint librement l'USL Dunkerque. Le transfert est officialisé le 10 juin 2024.

### SC Heerenveen
Maxence Rivera rejoint les Pays-Bas et le SC Heerenveen lors de l'été 2025, pour sa première expérience dans un club étranger. Il devient à cette occasion le premier joueur français de l'histoire du SC Heerenveen.

### En sélection
Maxence Rivera compte une sélection avec l'équipe de France des moins de 18 ans, obtenue le 12 février 2018 face à l'Italie (victoire 2-1 de la France).
En octobre 2020, il est retenu avec les moins de 19 ans pour des matchs amicaux, mais ceux-ci sont finalement annulés en raison d'un cas de Covid-19.

## Statistiques
| Saison                | Club                  | Championnat           | Championnat | Championnat | Coupe nationale | Coupe nationale | Coupe de la Ligue | Coupe de la Ligue | Compétition(s) continentale(s) | Compétition(s) continentale(s) | Compétition(s) continentale(s) | Total | Total |
| Saison                | Club                  | Division              | M.          | B.          | M.              | B.              | M.                | B.                | Comp.                          | M.                             | B.                             | M.    | B.    |
| 2019-2020             | AS Saint-Étienne      | Ligue 1               | 1           | 0           | -               | -               | 1                 | 0                 | -                              | -                              | -                              | 2     | 0     |
| 2020-2021             | AS Saint-Étienne      | Ligue 1               | 17          | 0           | 1               | 0               | -                 | -                 | -                              | -                              | -                              | 18    | 0     |
| 2021-2022             | AS Saint-Étienne      | Ligue 1               | 1           | 0           | -               | -               | -                 | -                 | -                              | -                              | -                              | 1     | 0     |
| 2022-2023             | AS Saint-Étienne      | Ligue 2               | 4           | 0           | -               | -               | -                 | -                 | -                              | -                              | -                              | 4     | 0     |
| Sous-total            | Sous-total            | Sous-total            | 23          | 0           | 1               | 0               | 1                 | 0                 | -                              | -                              | -                              | 25    | 0     |
| 2022-2023             | Le Puy Foot 43 (prêt) | National              | 22          | 2           | 5               | 3               | -                 | -                 | -                              | -                              | -                              | 27    | 5     |
| Sous-total            | Sous-total            | Sous-total            | 22          | 2           | 5               | 3               | -                 | -                 | -                              | -                              | -                              | 27    | 5     |
| 2023-2024             | AS Saint-Étienne      | Ligue 2               | 13          | 0           | 2               | 1               | -                 | -                 | -                              | -                              | -                              | 15    | 1     |
| Sous-total            | Sous-total            | Sous-total            | 13          | 0           | 2               | 1               | -                 | -                 | -                              | -                              | -                              | 15    | 1     |
| Total sur la carrière | Total sur la carrière | Total sur la carrière | 58          | 2           | 8               | 4               | 1                 | 0                 | -                              | -                              | -                              | 67    | 6     |

## Palmarès
AS Saint-Étienne
- Coupe de France :
  - Finaliste : 2019-20.

- Coupe Gambardella (1) :
  - Vainqueur : 2018-19.